# The Cell (The Walking Dead)
«La Celda» —título original en inglés: «The Cell» es el tercer episodio de la séptima temporada de la serie de televisión The Walking Dead. Se estrenó el 6 de noviembre de 2016 en Estados Unidos y Latinoamérica por las cadenas AMC y FOX. El 7 de noviembre se estrenó en España también mediante Fox. Este capítulo fue dirigido por Alrick Riley y escrito por Angela Kang.
El episodio se centra en los salvadores que viven en una comunidad impresionante, el Santuario, que parece tenerlo todo. Al mismo tiempo, Daryl (Norman Reedus) es mantenido prisionero y torturado psicológicamente por Dwight (Austin Amelio), un despiadado pero renuente miembro de los Salvadores y uno de los altos lugartenientes Negan (Jeffrey Dean Morgan), que forma una rivalidad hostil con Daryl.

## Trama
Bajo órdenes de Negan (Jeffrey Dean Morgan), Daryl (Norman Reedus) es llevado a la comunidad de los Salvadores, el Santuario, y encerrado en un celda oscura, convertida para unirse a los salvadores por Dwight (Austin Amelio). Dwight alimenta a Daryl solo con sándwiches de comida para perros y lo tortura de forma psicológica obligandolo a escuchar la canción "Easy Street" reproducida varias veces a través de las paredes. Dwight muestra que si Daryl se niega a unirse a los salvadores, podría terminar como otros prisioneros, que se han convertido en caminantes vagando en una zona vallada. Daryl intenta escapar un día cuando descubre que su carceleta está desbloqueada, pero esto se revela como una prueba por parte de Negan de su lealtad. Negan amenaza con aplastar la cabeza de Daryl con "Lucille" su bate, pero Daryl no se estremece. Negan está impresionado y lo deja en paz, aunque los otros salvadores lo golpearon y lo devolvieron a su celda.
Más tarde, Negan se burla de Dwight por su relación con Sherry (Christine Evangelista) y su lealtad. Para tratar de obtener un buen favor con Negan, Dwight se pone en camino para capturar a un Salvador que ha decidido irse. Encuentra al hombre, Gordon (Michael Scialabba), que ruega que lo maten antes que regresar al Santuario. Dwight, después de pensarlo un poco, mata a Gordon y regresa al Santuario para pasar tiempo con Sherry. Más tarde visita a Daryl y le pasa una horripilante foto de Glenn en la pared, culpando a Daryl por la muerte de su amigo. Daryl se rompe a llorar.
Dwight cree que ha roto el espíritu de Daryl y lo lleva a conocer a Negan. Negan le explica a Daryl cómo Dwight se convirtió en uno de sus mejores hombres. Dwight, Sherry y su hermana Tina solían ser parte de la fuerza de trabajo del Santuario, ganando "puntos" por productos. Sin embargo, Tina sufría de diabetes y se retrasaba en los puntos. Tina acordó casarse con Negan para mantener sus suministros de medicamentos, pero ella, Dwight y Sherry robaron la medicina y escaparon. Después de la muerte de Tina, Dwight y Sherry regresaron, pidiendo perdón a Negan y perdonándoles la vida, con Sherry ofreciéndose en matrimonio a Negan. Negan estuvo de acuerdo, pero solo después de usar una plancha caliente para quemar la mitad de la cara de Dwight como castigo.
Negan luego le explica a Daryl que él también puede convertirse en uno de sus hombres si responde una pregunta: "¿Quién eres?" Daryl se niega a responder que el es "Negan" y en su lugar da su propio nombre, desafiando a Negan. Negan le ordena a Dwight que lo devuelva a su celda. Dwight le grita a Daryl por poner en peligro su vida, pero Daryl responde que, al igual que Dwight, estaba pensando en otra persona en el momento en que decidió obedecer a Negan.

## Producción
Los actores Andrew Lincoln (Rick Grimes), Lauren Cohan (Maggie Greene), Chandler Riggs (Carl Grimes), Danai Gurira (Michonne), Melissa McBride (Carol Peletier), Lennie James (Morgan Jones), Sonequa Martin-Green (Sasha Williams), Alanna Masterson (Tara Chambler), Josh McDermitt (Eugene Porter), Christian Serratos (Rosita Espinosa), Seth Gilliam (Padre Gabriel Stokes), Ross Marquand (Aaron), Austin Nichols (Spencer Monroe), Tom Payne (Paul "Jesús" Rovia) y Xander Berkeley (Gregory) no aparecen en este episodio pero igual son acreditados.

## Recepción
"The Cell" recibió críticas generalmente positivas de los críticos. En Rotten Tomatoes, tiene un 74% con un rating promedio de 7.04 de 10, basado en 34 revisiones. El consenso del sitio dice: "The Walking Dead" ofrece otro episodio conducido por personajes en "The Cell", que con éxito profundiza en el mundo de Negan y sus compinches, incluso si sus intentos de humanizar a un villano logran resultados algo mixtos
Ed Power de The Daily Telegraph elogió el episodio: "llega un episodio como The Cell y se recuerda que, en su mejor expresión, The Walking Dead es una de las cosas más deslumbrantes de la televisión". Kelly Lawler de USA Today revisó el episodio negativamente, diciendo:"The Walking Dead pasó su tercer episodio torturando física y psicológicamente a otro de sus mejores y más queridos personajes. ¿Y por qué lo hicieron? Porque no tenían nada más que hacer para empujar esta historia cansada e inútil de Negan a lo largo".

## Índices de audiencia
El episodio recibió una calificación de 5.7 en el grupo demográfico clave de 18-49 con 11.72 millones de televidentes totales. Es en ese momento la calificación más baja que ha tenido el programa desde "Dead Weight" de la cuarta temporada.

## Música
La canción presentada en el episodio "Easy Street" de The Collapsable Hearts Club trazó el número 92 en el UK Singles Chart una semana después de que se emitió el episodio. En los EE. UU., La canción grabó en el número 50 de la lista  Billboard  Digital Songs, vendiendo 21,000 copias al 22 de noviembre de 2016